# جسر ميناتو
جسر ميناتو هو جسر كابولي ذو طابقين في مدينة أوساكا في اليابان. افتتح في عام 1974. وهو ثالث أطول جسر كابولي في العالم بعد جسر كيبيك وجسر فورث.